# Нига (приток Водлы)
Нига — река в России, протекает по Пудожскому району Карелии.
Исток — Нигозеро. Протекает через Малое Нигозеро. Устье реки находится в 114 км по правому берегу реки Водла. Длина реки составляет 33 км, площадь водосборного бассейна — 126 км².

## Данные водного реестра
По данным государственного водного реестра России относится к Балтийскому бассейновому округу, водохозяйственный участок реки — Водла, речной подбассейн реки — Свирь (включая реки бассейна Онежского озера). Относится к речному бассейну реки Нева (включая бассейны рек Онежского и Ладожского озера).
Код объекта в государственном водном реестре — 01040100412102000016692.